# 中国人民解放军空军参谋部
中国人民解放军空军参谋部，位于北京市，是中国人民解放军空军机关职能部门。

## 沿革
1920年代，中国共产党选派干部到苏联学航空技术。抗日战争初期，又选派40多位中国工农红军干部组成航空队，到新疆学航空技术。第二次国共内战时期，1946年中国共产党在中国东北成立第一所航空学校。1949年1月8日，中共中央政治局决定“1949年及1950年，我们应当争取组成一支能够使用的空军及一支保卫沿海沿江的海军。”1949年3月8日，在中共七届二中全会期间，毛泽东、刘少奇、周恩来、朱德、任弼时、陈云、彭德怀、贺龙、陈毅、邓小平等中央领导听取了航空学校的工作汇报，决定成立军委航空局，并组建作战部队。1949年7月10日，毛泽东致信周恩来，周恩来随即根据毛泽东的指示着手筹建空军。1949年7月11日，周恩来召见中国人民解放军第四野战军第十四兵团司令员刘亚楼，谈建立空军的问题，并责成刘亚楼提出空军主要领导人选及领率机关组成的建议。刘亚楼随后和常乾坤、王弼等人研究，很快提出了空军主要领导人选及组建空军领率机关的初步设想，并经请示邓小平、罗荣桓、聂荣臻等负责人后上报中共中央。
1949年7月26日，中央军委致电第四野战军称，“空军领率机关以第四野战军第十四兵团司令部及直属队和军委航空局组成。”1949年8月1日，中央军委电令第四野战军：“由四野拔来作为成立空军司令部之基础的十四兵团指挥机构（包括司、政、供、卫的全部人员以及警卫团在内），请即令开来北平待编。”第四野战军随即发出命令：“着十四兵团直属队全部机构调归军委成立空军司令部”。随后第四野战军命第十四兵团司令部参谋处处长何廷一、政治部组织部部长王平水率第十四兵团机关及直属队2515人自武汉乘坐火车到达北平南苑，和军委航空局合署办公。1949年8月15日，在北平南苑机场组建第一个飞行中队。1949年10月，增编一个空运分队。
1949年9月21日，毛泽东在中国人民政治协商会议第一届全体会议上发表的《中国人民站起来了》讲话中指出：“我们将不但有一个强大的陆军，而且有一个强大的空军和一个强大的海军。”该讲话后的第4天，中央军委任命第四野战军第十四兵团司令员刘亚楼为空军司令员，第四野战军第十三兵团政治委员萧华为空军政治委员兼政治部主任，第二野战军第十七军军长王秉璋为空军参谋长。1949年11月11日，又任命常乾坤为空军副司令员兼训练部部长，王弼为空军副政治委员兼工程部部长。1949年11月初，中央人民政府人民革命军事委员会总参谋部就空军的名称及级别向毛泽东写出报告，提出称“中国人民解放军空军司令部”、“中国人民空军司令部”这两种方案，毛泽东圈定了“中国人民解放军空军司令部”，并且暂定按兵团一级的标准刻发关防。1949年11月9日，代总参谋长聂荣臻向毛泽东报告，正式成立空军领率机关的条件已具备。毛泽东批示后，1949年11月11日，中央军委电令：中国人民解放军空军司令部成立，军委航空局即行撤销，原军委航空局所有人员和业务工作全部移交空军司令部。后来，中央军委将1949年11月11日确定为中国人民解放军空军的成立日。空军司令部成立后，随之确立“在陆军基础上建设空军”的方针以及先办航校、后建部队的建军原则。
空军初建时，空军司令部下设4个科（作战科、侦察科、队列科、机要科）和3个处（通信处、航行处、管理处），各科处人员很少。后来，随着空军司令部的工作逐步发展，内设机构和人员也逐渐增加。空军司令部成立时，早期与空军政治部同设在东交民巷22号的原美国兵营。1952年5月14日，毛泽东在事前没通知任何人的情况下，带着身边秘书胡乔木和警卫叶子龙来到东交民巷的空军机关视察。1950年代末，空军大院建成后，空军司令部、政治部迁到空军大院。
2016年，在深化国防和军队改革中，撤销中国人民解放军空军司令部，组建中国人民解放军空军参谋部。

## 机构设置
- 机要局
- 作战局[7]
- 训练局[8]
- 部队管理局[9]
- 直属工作局[10]
- 飞行安全局

……
直属部队
- 空军信息通信某旅[11][12]
- 空军参谋部某新兵训练旅[13]

## 历任领导
| 中国人民解放军空军参谋长 1. 王秉璋 中将（1949年10月—1958年11月，1953年2月起空军第一副司令员兼任） 2. 张廷发 少将（1958年11月—1966年9月，1962年3月起空军副司令员兼任） 3. 梁璞1964年大校（1969.9-1974.2） 4. 王定烈1955年大校，1961年少将（济南军区空军副司令员1975.5-1982.11空军副司令员） 5. 马占民1955年中校（空军副参谋长1982.11-1987.1入读军事学院） 6. 于泽民1988空军少将，1990空军中将（南京军区空军参谋长1987年1月至1993年7月） 7. 辛殿枫1988空军少将，1993空军中将（沈阳军区副司令员兼沈阳军区空军司令员1993年7月至1994年10月空军副司令员） 8. 许其亮1991空军少将，1996空军中将，2007空军上将（空军副参谋长1994年10月至1999年1月沈阳军区副司令员兼沈阳军区空军司令员） 9. 郑申侠1990空军少将，1997空军中将，2004空军上将（沈阳军区副司令员兼军区空军司令员1999年1月至2003年7月） 10. 何为荣2004空军中将（济南军区空军司令员2003年7月—2005年12月） 11. 赵忠新空军中将（空军副参谋长2005年12月—2007年9月空军副司令员） 12. 杨国海空军中将（空军副参谋长2007年9月—2013年7月） 13. 麻振军空军中将（北京军区空军司令员2013年7月—2017年12月空军副司令员） 14. 俞庆江空军中将（空军指挥学院院长2017年12月—） 中国人民解放军空军参谋长助理 - 张希光 空军少将（1985年8月—1990年6月） - 高玉成 空军少将（1985年8月—1990年6月） - 暹志伟 空军少将（1990年6月—1994年12月） - 邓延明 空军少将（1992年11月—1995年7月） - 但志平 空军少将（1994年12月—1999年12月） - 董良羽 空军少将（1995年7月—2000年5月） - 蓝丁寿 空军少将（1995年12月—2000年12月） - 季正杰 空军少将（1998年12月—2002年5月） - 吕克勤 空军少将（1999年12月—2003年7月） - 马德兴 空军少将（1999年12月—2005年12月） - 李福林 空军少将（2002年5月—2005年） - 庄可柱 空军少将（2003年12月—2005年1月） - 李绍敏 空军少将（？—？） - 王卫宁 空军少将（2010年1月—2011年） - 郑元林 空军少将（2010年3月—2012年10月） - 林涛 空军少将（？—2011年） - 陈喜峰 空军少将（2012年12月—2015年） - 张靖 空军少将（2013年—） - 刘殿军（2016年2月—） - 王刚（2016年2月—） 中国人民解放军空军司令部顾问 - 尉剑畴（？—？） - 彭正谟（？—？） - 沈敏（？—？） - 姚峻（？—？） | 中国人民解放军空军副参谋长 - 张廷发 少将第一副参谋长（陆军第十一军副军长1953年2月—1958年11月空军参谋长） - 何廷一 少将第二副参谋长兼空军军事检察院检察长）（空军司令部参谋处处长1953年2月—1967年1月） - 李继开 少将（防空军副参谋长1957年8月—1965年12月沈阳军区空军后勤部副部长）分管防空作战 - 徐明 1955年大校（防空军副参谋长1957年9月—1959年4月国防科学技术委员会第20训练基地参谋长） - 李涛（防空军副参谋长1957年9月—1960年7月昆明军区空军指挥所参谋长） - 龙福才 少将（南京军区空军副政委1960年8月—1965年9月病逝） - 姚克佑 1955年大校，1961年少将（空军军训部部长1962年6月—1967年5月病逝） - 梁璞1964年大校（空军司令部作战部部长1965年5月—1969年9月空军参谋长） - 何振亚少将兼空军后勤部部长（1968年12月—1971年10月） - 王飞少将（1969年9月—1971年9月） - 朱虚之少将（空军第二高射炮兵指挥部政委兼党委书记1969年9月—1971年9月） - 胡萍少将（1969年9月—1971年9月） - 白云1964年少将（1969年12月—1975年12月） - 董正海（1972年8月—？） - 张钟（1972年8月—？） - 邢永宁上校（空军司令部军务装备部部长1975年5月—1977.12武汉军区空军副政委） - 张伯华兼任空军司令部高射炮兵部部长（空军高射炮兵指挥部副参谋长？—？） - 马占民（空军司令部军训部长1980—1982年11月空军参谋长） - 夏成秀 1988空军少将（1985年8月—1992年11月） - 张秀泉 1988空军少将（1985年8月—1990年6月） - 葛文墉 1988空军少将（1985年8月—1992年11月） - 禄松亭 1988空军少将（1985年8月—1990年6月） - 陈辉亭 1988空军少将（1985年8月—1994年6月） - 辛殿枫 1988空军少将（空军司令部军训部部长1987年11月—1990年7月济南军区空军副司令员） - 张希光 空军少将（1990年6月—1996年12月） - 李永金 空军少将（1990年6月—1992年11月） - 于曰家 空军少将（1992年11月—1995年7月） - 许其亮 空军少将（空八军军长1993年1月—1994年10月空军参谋长） - 徐心得 空军少将（1993年2月—2001年1月） - 王良旺 空军少将（1994年12月—1996年12月） - 何为荣 空军少将（1996年12月—2002年12月） - 贾永生 空军少将（1996年12月—2003年12月） - 马晓天 空军少将（空十军军长1997年5月—1998年8月广州军区空军参谋长） - 刘作新 空军少将（1998年12月—？） - 江建曾 空军少将（2000年6月—2004年12月） - 周来强 空军少将（2000年12月—2004年7月） - 赵忠新 空军少将（2004年12月—2005年12月） - 杨国海 空军少将（2005年1月—2007年9月） - 张建平 空军少将（2006年5月—2011年1月） - 蔡凤震 空军少将（2006年7月—？） - 但志平 空军少将（2008年5月—？） - 乙晓光 空军少将（2008年—2010年） - 王义生 空军少将（2008年—？） - 麻振军 空军少将（2011年3月—2012年7月） - 徐安祥 空军少将（2011年7月—2012年12月） - 李春潮 空军少将（2012年11月—） - 赵鹏敏 空军少将（2013年4月—） - 孟国平 空军少将（2013年—） - 陈喜峰 空军少将（2015年—） |